# Waterloo Colts

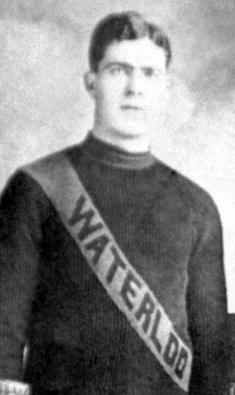
Harold McNamara med Waterloo Colts.

Waterloo Colts var ett kanadensiskt professionellt ishockeylag från Waterloo, Ontario som spelade två säsonger i Ontario Professional Hockey League åren 1910–1911.

## Historia
Waterloo Colts slutade på andra plats i ligaspelet under båda sina säsonger i OPHL, 1910 och 1911. 1911 missade laget möjligheten att få spela om Stanley Cup efter att ha förlorat den avgörande matchen mot ligakonkurrenten Galt Professionals i Berlin, Ontario med hela 8-0. Galts Tommy Smith gjorde fyra av målen medan brodern Harry Smith i Waterloo gick mållös från matchen.
Bland de spelare som representerade Waterloo Colts under lagets två säsonger i OPHL fanns Joe Malone, Jack McDonald, Eddie Oatman, Goldie Prodgers, Harry Smith, Joseph "Chief" Jones, Edgar Dey samt brödratrion George, Harold och Howard McNamara.